# Episodi di Hawaii Five-0 (ottava stagione)
L'ottava stagione della serie televisiva Hawaii Five-0, composta da 25 episodi, è stata trasmessa in prima visione assoluta negli Stati Uniti sul canale CBS dal 29 settembre 2017 al 18 maggio 2018.
In lingua italiana la stagione ha esordito in prima visione in Svizzera su RSI LA1 il 7 febbraio 2018.
In Italia i primi quattro episodi della stagione sono stati trasmessi su Rai 2 dal 22 al 24 maggio 2018. I restanti sono andati in onda dal 1º luglio al 1º settembre 2019.
| nº | Titolo originale | Titolo italiano            | Prima TV USA      | Prima TV Svizzera |
| -- | --- | -------------------------- | ----------------- | ----------------- |
| 1  | A'ole e 'olelo mai ana ke ahi ua ana ia (Fire Will Never Say that It Has Had Enough)                                              | Inferno di fuoco           | 29 settembre 2017 | 7 febbraio 2018   |
| 2  | Na La 'Ilio (Dog Days) | Il miglior amico dell'uomo | 6 ottobre 2017    | 14 febbraio 2018  |
| 3  | Kau pahi, ko'u kua. Kau pu, ko'u po'o (Your Knife, My Back. My Gun, Your Head.)                                                   | Lezioni di pianoforte      | 13 ottobre 2017   | 21 febbraio 2018  |
| 4  | E uhi wale no 'a'ole e nalo, he imu puhi (No Matter How Much One Covers a Steaming Imu, The Smoke Will Rise)                      | Pirati informatici         | 20 ottobre 2017   | 28 febbraio 2018  |
| 5  | Kama'oma'o, ka 'aina huli hana (At Kama'oma'o, The Land of Activities)                                                            | Il sentiero nella foresta  | 3 novembre 2017   | 7 marzo 2018      |
| 6  | Mohala I Ka Wai Ka Maka O Ka Pua (Unfolded by the Water Are the Faces of the Flowers)                                             | Gestire lo stress          | 10 novembre 2017  | 14 marzo 2018     |
| 7  | Kau Ka ‘Onohi Ali’i I Luna (The Royal Eyes Rest Above)                                                                            | Incidenti                  | 17 novembre 2017  | 21 marzo 2018     |
| 8  | He Kaha Lu'u Ke Ala, Mai Ho'okolo Aku (The Trail Leads To A Diving Place; Do Not Follow After)                                    | Identità nascoste          | 1º dicembre 2017  | 28 marzo 2018     |
| 9  | Make Me Kai (Death at Sea) | Morte in mare              | 8 dicembre 2017   | 4 aprile 2018     |
| 10 | I Ka Wa Ma Mua, I Ka Wa Ma Hope (The Future is in the Past)                                                                       | Il futuro è nel passato    | 15 dicembre 2017  | 11 aprile 2018    |
| 11 | Oni Kalalea Ke Ku A Ka La'au Loa (A Tall Tree Stands Above the Others)                                                            | Un Natale speciale         | 15 dicembre 2017  | 28 agosto 2018    |
| 12 | Ka Hopu Nui 'Ana (The Round Up)                                                                                                   | La retata                  | 5 gennaio 2018    | 4 settembre 2018  |
| 13 | O Ka Mea Ua Hala, Ua Hala Ia (What is Gone is Gone)                                                                               | Presunto colpevole         | 12 gennaio 2018   | 11 settembre 2018 |
| 14 | Na Keiki A Kalaihaohia (The Children of Kalaihaohia)                                                                              | Un nuovo informatore       | 19 gennaio 2018   | 18 settembre 2018 |
| 15 | He puko'a kani 'aina (A Coral Reef Strengthens Out into Land)                                                                     | Attraversando il ponte     | 19 gennaio 2018   | 25 settembre 2018 |
| 16 | O Na Hoku O Ka Lani Ka I 'Ike Ia Pae (Only the Stars of Heaven Know Where Pae Is)                                                 | Caccia al tesoro           | 2 marzo 2018      | 2 ottobre 2018    |
| 17 | Holapu Ke Ahi, Koe Iho Ka Lehu (The Fire Blazed Up, Then Only Ashes Were Left)                                                    | Attacco chimico            | 9 marzo 2018      | 9 ottobre 2018    |
| 18 | E Ho'Oko Kuleana (To Do One's Duty)                                                                                               | Mettersi in gioco          | 30 marzo 2018     | 16 ottobre 2018   |
| 19 | Aohe Mea Make I Ka Hewa; Make No I Ka Mihi Ole (No One Has Ever Died for the Mistakes He Has Made; Only Because He Didn't Repent) | Scheletri nell'armadio     | 6 aprile 2018     | 23 ottobre 2018   |
| 20 | He Lokomaika’I Ka Manu O Kaiona (Kind Is the Bird of Kaiona)                                                                      | La tomba del re            | 13 aprile 2018    | 30 ottobre 2018   |
| 21 | Ahuwale Ka Nane Huna (The Answer to the Riddle Is Seen)                                                                           | Lady Sophie                | 20 aprile 2018    | 6 novembre 2018   |
| 22 | Kopi Wale No I Ka I'a A 'Eu No Ka Ilo (Though the Fish is Well Salted, the Maggots Crawl)                                         | Missione speciale          | 27 aprile 2018    | 13 novembre 2018  |
| 23 | Ka Hana A Ka Makua, O Ka Hana No Ia A Keiki (What Parents Will Do, Children Will Do)                                              | Genitori e figli           | 4 maggio 2018     | 20 novembre 2018  |
| 24 | Ka Lala Kaukonakona Haki 'Ole I Ka Pa A Ka Makani Kona (The Tough Branch That Does Not Break in the Kona Gale)                    | Missione segreta           | 11 maggio 2018    | 27 novembre 2018  |
| 25 | Waiho Wale Kahiko (Ancients Exposed)                                                                                              | Atto ostile                | 18 maggio 2018    | 27 novembre 2018  |

## Inferno di fuoco
- Titolo originale: A'ole e 'olelo mai ana ke ahi ua ana ia (Fire Will Never Say that It Has Had Enough)
- Diretto da: Bryan Spicer
- Scritto da: Peter M. Lenkov, Eric Guggenheim e Rob Hanning

### Trama
La Five-0 indaga su un hacker di classe mondiale, che altri non è che Aaron il fratello dell'hacker seriale Ian Wright, dopo che ha hackerato la prigione di stato delle Hawaii per liberare l'omicida e incendiario seriale Jason DuClair. Comincia così una caccia all'uomo che termina in uno scontro a fuoco, dove il piromane muore nell'incendio da lui provocato, Lou con la cattura di Aaron, può rassicurare la figlia. 
Nel frattempo, con le partenze di Chin e Kono impegnati sul continente americano con le proprie task force, McGarrett e Danny reclutano la bagnina di un albergo ed ex candidata poliziotta Tani Rey per entrare a fare parte del team, sebbene inizialmente sia riluttante nell'accettare la proposta. 
Inoltre Danny e McGarrett iniziano a investire nel ristorante.
- Nota: In questo episodio entrano a far parte del cast principale Meaghan Rath, Taylor Wily, Dennis Chun e Kimee Balmilero
- Guest star: Joey Lawrence (Aaron Wright), Andrew Lawrence (Eric Russo), Randy Couture (Jason DuClair), Kunal Sharma (Koa Rey), Paige Hurd (Samantha Grover), Kekoa Kekumano (Nahele Huikala), Earnest F. Kong (Randy Tao), Mike Buck (Capitano dei pompieri), Donta Tanner (Guardia #1), Jake Feagai (Guardia #2), Lawrence Guillermo (Co-pilota)
- Ascolti USA: telespettatori 8 640 000[4]

## Il miglior amico dell'uomo
- Titolo originale: Na La 'Ilio (Dog Days)
- Diretto da: Tara Miele
- Scritto da: David Wolkove e Matt Wheeler

### Trama
In seguito a un fallito blitz antidroga, la Five-0 fa squadra con la DEA per risolvere il caso. Nel frattempo Junior Reigns si presenta da McGarrett chiedendogli un lavoro. Steve inizialmente rifiuta ma vista la sua insistenza lo presenta a Duke Lukela, che lo informa che per divenire parte integrante della task force dovrà prima entrare e terminare l'accademia di polizia.
- Nota: In questo episodio entra a far parte del cast principale Beulah Koale
- Guest star: Bob McCracken (Agente della DEA Chris Reid), Casper Van Dien (Roger Niles), Shawn McBride (Jesse Berman), Stephen Oyoung (Paul Lazio), Alisa Allapach (Kiana Solice), Noelle Yoza (Vet Nurse)
- Ascolti USA: telespettatori 8 530 000[5]
- Ascolti Italia: telespettatori 981 000[6]

## Lezioni di pianoforte
- Titolo originale: Kau pahi, ko'u kua. Kau pu, ko'u po'o (Your Knife, My Back. My Gun, Your Head.)
- Diretto da: Eagle Egilsson
- Scritto da: David Wolkove e Matt Wheeler

### Trama
La Five-0 con l'aiuto dell'ex agente del MI6 Harry Langford investiga l'omicidio del mafioso Jimmy Okada e di nove membri della sua famiglia criminale. Nel frattempo Danny e Steve cercano di fare del loro meglio nel preparare una cena per l'appuntamento di Langford.
- Guest star: Chris Vance (Harry Langford), Steven Brand (John Walcott), Derek Mio (Derek Okada), Eric H. Mita (Jimmy Okada), Young Han Kel'iholokai (Tet), Peter Jae (Loto Manui), Kevin Yamada (Agente Kenji), Daryl Emanuel Frederick (Agente Patrick), Jessica Heller (Veronique), Joe Seo (Viktor), Eric De Mendonca (Tenente)
- Ascolti USA: telespettatori 8 510 000[7]
- Ascolti Italia: telespettatori 1 399 000[8]

## Pirati informatici
- Titolo originale: E uhi wale no 'a'ole e nalo, he imu puhi (No Matter How Much One Covers a Steaming Imu, The Smoke Will Rise)
- Diretto da: Antonio Negret
- Scritto da: Rob Hanning

### Trama
L'informatore della Five-0 Toast viene assassinato durante una telefonata tra lui e McGarrett. Il team si reca quindi da Aaron Wright per farsi aiutare ma quando a Tani viene tesa un'imboscata nella stanza di Wright, ci si rende conto che c'è lui dietro la fuga di notizie sugli informatori della Five-0. Nel frattempo Junior si dimostra un efficiente tiratore all'accademia di polizia, ma dopo che McGarrett lo trova in un edificio per senzatetto, lo accoglie a casa sua.
- Guest star: Shawn Mokuahi Garnett (Flippa), Joey Lawrence (Aaron Wright), Kekoa Kekumano (Nahele Huikala), Leonardo Nam (Harley Taylor), Anthony J. Silva, Jr. (HPD Instructor Collins), Aris Springs (Troy), Rob Ishihara (Eli), Reggie Lee (Joey Kang), Jesse Lewis (Kahili Marks), Donald Li (Mr. Kang), Reb Beau Allen (Paramedico), Henry Kapono (Musicista tropicale), Hio Pelesasa (Thug)
- Ascolti USA: telespettatori 8 670 000[9]
- Ascolti Italia: telespettatori 1 339 000[8]

## Il sentiero nella foresta
- Titolo originale: Kama'oma'o, ka 'aina huli hana (At Kama'oma'o, The Land of Activities)
- Diretto da: Bronwen Hughes
- Scritto da: Peter M. Lenkov e Eric Guggenheim

### Trama
A Halloween la Five-0, con l'aiuto di Alicia Brown, indaga sull'omicidio di Tyler Riggins che è stato trovato morto nel suo camion. La squadra riesce a collegare il recente assassinio di Bryon Hansen con quello di Riggins e scopre che entrambi gli omicidi sono basati su una vecchia tradizione hawaiana. Nel frattempo nel continente americano, Grover parla con un prigioniero di nome Sebastian Wake che gli rivela delle vere informazioni sul fatto che Clay Maxwell abbia ucciso sua moglie. 
- Guest star: Claire Forlani (Alicia Brown), Joey Lawrence (Aaron Wright), Eddie (Sé stesso), Vivan Durge (Hannah Bell), James Frain (Sebastian Wake), Matt Reidy (Wardes), Michele Carrol (Marissa Walker), Mariah Phommachanh (Dodicenne Marissa Walker), Rylee Brooke Kamahele (Lacey Bell), Eliza Escano (Avvocato difensore), Eric Nemoto (Procuratore), Norm Dabalos (Dottore), Geoff Heise (Giudice Gregory Parnell)
- Ascolti USA: telespettatori 8 630 000[10]
- Ascolti Italia: telespettatori 999 000 – share 5,09%;[11]

## Gestire lo stress
- Titolo originale: Mohala I Ka Wai Ka Maka O Ka Pua (Unfolded by the Water Are the Faces of the Flowers)
- Diretto da: Carlos Bernard
- Scritto da: Eric Guggenheim e Zoe Robyn

### Trama
Quando un uomo con un disordine multiplo della personalità, in uno diventa violento mentre nell'altro un bambino, commette una serie di omicidi, la Five-0 deve fare di tutto per trovarlo. Nel frattempo gli amici di Steve assumono una persona per valutare il suo stress e cercare di ridurlo dato che, a causa dell'avvelenamento da radiazioni, Steve è ad alto rischio di contrarre il cancro.
- Guest star: Claire Forlani (Alicia Brown), Duane "Dog" Chapman (Sé stesso), Michael Weston (Oliver), Jolene Purdy (Chloe Gordon), Colin Owens (James), Rayford Sewell (Todd), Dollar Tan (Hali Mitchell), Deborah Glazier (Dr. Linda Caldwell)
- Ascolti USA: telespettatori 9 210 000[12]
- Ascolti Italia: telespettatori 1 042 000 – share 5,04%[11]

## Incidenti
- Titolo originale: Kau Ka ‘Onohi Ali’i I Luna (The Royal Eyes Rest Above)
- Diretto da: Bryan Spicer
- Scritto da: Eric Guggenheim e Peter M. Lenkov

### Trama
Dopo aver preso Adam dall'aeroporto, McGarrett riceve una chiamata da Junior che lo informa che è in corso un furto in una banca. In seguito i tre entrano nella banca che i criminali sono scappati attraverso un tunnel. Ha quindi inizio una caccia all'uomo per catturarli. Allo stesso tempo Tani protegge il fratello dall'arresto durante un blitz antidroga, mentre Adam è costretto a tornare nella sua casa vuota senza Kono.
- Nota: In questo episodio entra a far parte del cast principale Ian Anthony Dale
- Guest star: Kunal Sharma (Koa Rey), Anna Enger (Layla), Nolan Hong (Manager), Saint Thompson (Bobby Akamu), James Unabia (Rapinatore #1), Fernando Murguia (Rapinatore #2), Vikram Mruthyunjayana (Dottore), Laura Bayne (Infermiera), Kila Packett (Dave Lockhart), Ben Villeza (Guardia)
- Ascolti USA: telespettatori 9 170 000[13]
- Ascolti Italia: telespettatori 1 109 000 – share 5,39%;[14]

## Identità nascoste
- Titolo originale: He Kaha Lu'u Ke Ala, Mai Ho'okolo Aku (The Trail Leads To A Diving Place; Do Not Follow After)
- Diretto da: Ron Underwood
- Scritto da: Liz Alper e Ally Seibert

### Trama
La Five-0 è chiamata a indagare su uno schianto aereo che ha ucciso il famoso stuntman Jason Sachs. Nonostante l'NTSB impedisca al team l'accesso alle prove, essi scoprono il tentativo di insabbiamento e quindi prendono in custodia l'investigatore capo Callahan. In seguito viene rivelato che il vero Sachs è deceduto in realtà sei anni prima. L'attuale morto è invece Luke Nixon, che era un informatore infiltratosi all'interno della famiglia criminale di Guillermo.
- Guest star: Kunal Sharma (Koa Rey), Jennifer Fairbank (Leili Kahula), Dohn Norwood (Ronnie Turner), Ricardo Chavira (Agente Callahan), Danay García (Elena Sachs), Noah Khan (Tomas Sachs), G. Allen Gumapac Jr. (Natano Reigns), Alex Monti Fox (Isaiah Phillips), Chris Flanders (Norman Andrews), Romualdo Castillo (Guillermo)
- Ascolti USA: telespettatori 8 560 000[15]
- Ascolti Italia: telespettatori 1 066 000 – share 5,57%;[14]

## Morte in mare
- Titolo originale: Make Me Kai (Death at Sea)
- Diretto da: Maja Vrvilo
- Scritto da: David Wolkove e Matt Wheeler

### Trama
La Five-0 indaga su una donna che è stata trovata alla deriva incosciente. McGarrett, Danny, Tani e Junior scoprono uno yacht abbandonato e undici cadaveri. Steve sospetta che le vittime sono state uccise con un'arma chimica mortale e teme che lui e i suoi compagni siano stati infettati. Nel frattempo Adam, Grover e Jerry hanno solo otto ore per rintracciare i responsabili e trovare un antidoto.
- Guest star: Alexandra Chando (Monique Sims), Tony Glorioso (David Lyons), Emily C. Chang (Gillian Edgar), Garrett Barker (Pilota), William R. Edwards (Marko), Denice Rivera (Infermiera), Kwang Bin Im (Passeggero), Attila Pohlmann (Nathan Diamond)
- Ascolti USA: telespettatori 9 070 000[16]
- Ascolti Italia: telespettatori 1 211 000 – share 5,40%;[17]

## Il futuro è nel passato
- Titolo originale: I Ka Wa Ma Mua, I Ka Wa Ma Hope (The Future is in the Past)
- Diretto da: Peter Weller
- Scritto da: Zoe Robyn

### Trama
McGarrett, Danny, Tani e Junior si stanno recuperando dagli eventi dello scorso episodio e si trovano in quarantena in ospedale. A un certo punto una persona irrompe nella stanza e spara a Danny, distrugge i cellulari del gruppo e poi si suicida. Il team non può lasciare la stanza in quanto un esplosivo è stato piazzato sulla porta, provocando una perdita d'acqua chiamano i soccorsi. Mentre Steve compie delle operazioni per salvare la vita del compagno, grazie ai medici fuori la porta, una squadra di artificieri disattiva la bomba, ma Grover scopre che il killer non ha precedenti, né le conoscenze o i mezzi e trova tutto questo strano. Nel frattempo, mentre è incosciente, Danny sogna un futuro per tutti i membri della 5-0 e per i suoi figli: il matrimonio di Grace, Charlie che diventa poliziotto e Tani a capo della Five-0, Adam che diventa padre, fino a lui e Steve anziani che guardano il mare. I soccorsi entrano sfondando un muro e riescono a operare e salvare Danny, la squadra scopre che dietro il killer c'è qualcuno che odia a morte il loro amico.
- Guest star: Andrew Lawrence (Eric Russo), Shawn Mokuahi Garnett (Flippa), Erika Brown (Grace Williams ventenne), Joey Defore (Charlie Williams di 20 anni), Bradley White (Dr. Keller), Kevin Daniels (Sergente Bullock), Mike Buck (Capo dei pompieri), Christine Ka'aloa (Infermiera), Derrick Chappell (Padre), Alana Chappell (Madre), Talanee Chappell (Figlia), Daniel Kaemon (Dottore #1), Michael Bowdern (Dottore #2), Fred DeAngelo (Cuoco)
- Ascolti USA: telespettatori 8 480 000[18]
- Ascolti Italia: telespettatori 1 135 000 – share 5,43%;[17]

## Un Natale speciale
- Titolo originale: Oni Kalalea Ke Ku A Ka La'au Loa (A Tall Tree Stands Above the Others)
- Diretto da: Tara Miele
- Scritto da: Rob Hanning

### Trama
Nel giorno della vigilia di Natale, Danny racconta la favola della buonanotte a Charlie. Si tratta di una storia vera dove alcuni veterani di guerra feriti aiutano la squadra Five-0 ad arrestare e incriminare un gruppo di ladri travestiti da Babbo Natale. Nel frattempo, Junior ottiene il distintivo entrando ufficialmente nella squadra. 
- Guest star: Shawn Mokuahi Garnett (Flippa), Duane "Dog" Chapman (Cacciatore di taglie), Zach Sulzbach (Charlie Williams), Jason Redman (Frank), J. Eddie Martinez (Kekoa), Kathryn Taylor Smith (Josie), Zachary Perez-Rukavina (Reggie), Stephen Jackel (Henry), Jon Collin Barclay (James Wendall), Ray Pascual (Giovane Cassiere), Elijah Burbage (Pedone), Kathleen Sulieman (Donna).
- Ascolti USA: telespettatori 7 710 000[19]
- Ascolti Italia: telespettatori 1 115 000 – share 5,70%;[20]

## La retata
- Titolo originale: Ka Hopu Nui 'Ana (The Round Up)
- Diretto da: Eagle Egilsson
- Scritto da: David Wolkove e Matt Wheeler

### Trama
Il governo decide di affrontare le violenze delle gang inviando una squadra, ma un membro viene ucciso a causa di una bomba. La squadra Five-0, insieme alla squadra governativa e alla guardia nazionale cercheranno di risolvere l’omicidio. Intanto il comandante Steve chiede a Adam di guidare una squadra speciale per stroncare la criminalità organizzata. 
- Guest star: Nelson Omandam (Ufficiale Ojoa), Kip Pardue (Agente Fischer), Gonzalo Menendez (Agente McNeal), Jon Chaffin (Damien Bautista), Marcelo Palacios (Hector Garcia), Alexandra Hasenbank (Laura Fischer), Lanny Joon (Brandon Kenzo), Guy Orogo (Tenente HPD), Merlinda Garma (Assistente) e Bill Maeda (Guardia del corpo)
- Ascolti USA: telespettatori 9 960 000[21]
- Ascolti Italia: telespettatori 1 088 000 – share 5,88%;[20]

## Presunto colpevole
- Titolo originale: O Ka Mea Ua Hala, Ua Hala Ia (What is Gone is Gone)
- Diretto da: Roderick Davis
- Scritto da: Sean O'Reilly

### Trama
Mentre sono in auto Lou Grover e suo figlio vedono un uomo deciso a suicidarsi. Grover cercherà di parlargli per tentare di farlo desistere, mentre il resto della squadra indaga sul suo caso. Si scopre che è accusato dell'omicidio della moglie, che in realtà si è suicidata. Devono provare la sua innocenza evitando che si suicidi. 
- Guest star: Devon Sawa (Brad Woodward), Aaron Yoo (Hideki Tashiro), J. Downing (John Lefotu), Kenric Green (Detective Keegan), Stephanie Anne Lewis (Voce terapista), Darah Dung (Autista #2), Renata Guarana (Clara Molina), Quinton Ray (Will Grover a dieci anno) e Kate Tobia (Tracy Woodward).
- Ascolti USA: telespettatori 9 380 000[22]
- Ascolti Italia: telespettatori 1 235 000 – share 6,11%;[23]

## Un nuovo informatore
- Titolo originale: Na Keiki A Kalaihaohia (The Children of Kalaihaohia)
- Diretto da: Peter Weller
- Scritto da: Peter M. Lenkov e Eric Guggenheim

### Trama
Nel ristorante di McGarret e Danny avviene una rapina, così i due si chiedono a Pua Kai, della polizia di Honolulu, di occuparsi del caso e recuperare gli attrezzi rubati. Intanto la squadra Five-0 indaga su un corpo trafugato dal cimitero. Si tratta del cadavere di un ladro di diamanti. Dovranno trovare il partner del ladro morto, evitando che i diamanti rubati lascino il paese. Nel frattempo, Adam recluta una criminale, di nome Jessie, con l'intento di infiltrarla nel crimine organizzato per ottenere informazioni. 
- Guest star: Kunal Sharma (Koa Rey), Shawn Thomsen (Officer Pua Kai), Christine Ko (Jessie Nomura), Misa Tupou (Kapula Sugimoto), Claudio Pinto (Arian Ravello), Walt Gaines (Curtis Rice), Kathleen Stuart (Signorina Rice), Phillip Phillips (Voss), Ben Wong (Caposquadra), Gino Montesinos (Proprietario), Wayne M. Kane (Lavoratore), Esteban Diaz (Guardia).
- Ascolti USA: telespettatori 9 140 000[24]
- Ascolti Italia: telespettatori 1 178 000 – share 6,24%;[23]

## Attraversando il ponte
- Titolo originale: He puko'a kani 'aina (A Coral Reef Strengthens Out into Land)
- Diretto da: Bryan Spicer
- Scritto da: David Wolkove e Matt Wheeler

### Trama
Lo zio di Danny, Vito arriva sull'isola per aiutare a finire i lavori al ristorante. Tuttavia, mentre lo zio dispensa i suoi non utili consigli, Danny e McGarrett ricevono l'informazione sul ritrovamento di un cadavere nella laguna di Waimano Falls. Nel frattempo, Adam e Jessie continuano la ricerca del boss, ancora sconosciuto, che gestisce la criminalità organizzata alle Hawaii. 
- Guest star: Daniel Buran (Devin Walsh / Visha Kundahara), Og Libra (Ikko), Sarah Juliette Halford (Nicole), Donovan Oakleaf (Greg Isaacs), Edward Edwards (Kyle Kalani), Julie Alfonso (Huma Kalani), Hudson Taylor (Bagnino), Miriam Lucien (Infermiera), Robert Kaaua (Guardia del corpo) e Preston Kamauut (Tecnico).
- Ascolti USA: telespettatori 8 560 000[25]
- Ascolti Italia: telespettatori 1 141 000 – share 6,30%;[26]

## Caccia al tesoro
- Titolo originale: O Na Hoku O Ka Lani Ka I 'Ike Ia Pae (Only the Stars of Heaven Know Where Pae Is)
- Diretto da: Jerry Levine
- Scritto da: David Wolkove e Matt Wheeler

### Trama
La squadra della Five-0 si trova a indagare sulla scomparsa del preside Waller della scuola Lawrence Academy. Il corpo del preside viene ritrovato all'interno di una gettata di cemento nel cantiere dove sorgerà la nuova palestra della scuola. La pista iniziale porta all'appaltatore dei lavori per la nuova struttura.
- Guest star: Andrew Lawrence (Eric Russo), Christine Ko (Jessie Nomura), Vincent Pastore (Vito), Aaron Yoo (Hideki Tashiro), Robyn Lively (Helen Meech), Robert William Campbell (Jared Barton), Sara Lea Davis (Moglie #1), Cathy Roberts (Moglie #2), Phillip Kleshick (Marito #1), Camille Perry (Figlia di Barton), Clyde Yasuhara (Lee), Dezmond Gilla (Ragazzo del cartello).
- Ascolti USA: telespettatori 8 000 000[27]
- Ascolti Italia: telespettatori 1 084 000 – share 6,62%;[26]

## Attacco chimico
- Titolo originale: Holapu Ke Ahi, Koe Iho Ka Lehu (The Fire Blazed Up, Then Only Ashes Were Left)
- Diretto da: Maja Vrvilo
- Scritto da: Liz Alper e Ally Seibert

### Trama
Adam aiuta Jessie a rubare delle bombole di gas cloro chieste da Hideki, usate nella produzione di metanfetamina. Kazuya Nimoto, uno degli uomini del clan, rivende due bombole all'insaputa di Hideki, acquistate da un gruppo di persone comuni solo in apparenza. Il loro obiettivo è un edificio della Agrocore, azienda specializzata in prodotti chimici, che ha inquinato le falde acquifere di una piccola comunità. La Squadra sventa l’attacco, anche grazie all’aiuto di un parrucchiere-avvocato OdelI Martin. 
- Guest star: Rob Duval (Doug Manning), Sven Lindstrom (Kevin Randall), Andrew Kamoku (Akani), Joel Himelhoch (Mitchell), Desmond Chiam (Kazuya Nemoto), Ashley Platz (Denise Randall), Dave Edery (Roland James), Joe Pineda (Dottore Price), Cari Tanabe (Dirigente), Kevin Sun (Assistente), Angie Taylor Anderson (Studente di giurisprudenza), Kiana Rivera (Tecnico Hazmat), Craig Davidson (Guardia # 1) e Michael Rufino (Guardia # 2).
- Ascolti USA: telespettatori 7 680 000[28]
- Ascolti Italia: telespettatori 904 000 – share 5,41%;[29]

## Mettersi in gioco
- Titolo originale: E Ho'Oko Kuleana (To Do One's Duty)
- Diretto da:  Alex O'Loughlin
- Scritto da: David Wolkove e Matt Wheeler

### Trama
Per una soffiata anonima, Adam viene arrestato in auto dalla polizia e nel bagagliaio viene trovato il corpo di Hideki Tashiro. La squadra lavora per scagionare Adam e trovare chi l’ha incastrato. Faranno cadere le accuse contro Adam con tracce di sangue ritrovato sul corpo di Hideki. Il DNA non è di Adam ma della sorellastra che ha orchestrato tutta la situazione. Intanto Tani e Junior, per via dell'addestramento, indosseranno i panni di due agenti di polizia di pattuglia. Danny ritrova Brooke, conosciuta in New Jersey quando era un agente. Si capisce il motivo che ha portato l'uomo del centro di quarantena a tentare di uccidere Danny.
- Guest star: Gonzalo Menendez (Agente Colin McNeal), Joanna Christie (Brooke Gardner), Daniel Kaemon (Ray Gardner), Stephen Meyers (Paramedico), David Stanley (Ufficiale Pete Evans), Zachary Pang (Ufficiale Oliwa), Cody Webster (Ufficiale Hannaford), Rory Yamamoto (Tecnico Morgue), Ieremia Michael Lafi (Kawika), Wesley Cortez (Marco), Duane Kiyota (Supervisore), Wyatt Kaneshiro (Adolescente), Boaz Rosen (Ragazzo), Angel Deihl (Donna) e Lynne Halevi (Donna in attraversamento pedonale).
- Ascolti USA: telespettatori 7 800 000[30]
- Ascolti Italia: telespettatori 827 000 – share 5,53%;[29]

## Scheletri nell'armadio
- Titolo originale: Aohe Mea Make I Ka Hewa; Make No I Ka Mihi Ole (No One Has Ever Died for the Mistakes He Has Made; Only Because He Didn't Repent)
- Diretto da: Jennifer Lynch
- Scritto da: Rob Hanning e Ashley Dizon

### Trama
Un uomo anziano si reca alla Five-0. Si rivela essere un sicario legato al crimine organizzato. Non fu mai arrestato dal padre di McGarrett. L'uomo chiede del comandante Steve per costituirsi e confessare gli omicidi commessi. Inoltre rivela dove ha seppellito i corpi. Intanto Adam vede la sua sorellastra che gli concede solo sei ore per consegnarle i 20 milioni di Shioma.
- Guest star: Gonzalo Menendez (agente Colin McNeal), Susan Park (Noriko), Frankie Faison (Leroy Davis), Ryan Bittle (John McGarrett), Thomas D. Jones (Giovane Leroy Davis), Billy V. (Ed Romero), Dana Lee (Signor Kimura), Steve Tanizaki (Jack Ozuki), Henry Louie (Dottore Iona), Earl Omoto (Gary Kahele), Victor Williams (Giovane Steve McGarrett) e Max Holloway (Makoa).
- Ascolti USA: telespettatori 7 970 000[31]
- Ascolti Italia: telespettatori 954 000 – share 5,29%;[32]

## La tomba del re
- Titolo originale: He Lokomaika’I Ka Manu O Kaiona (Kind Is the Bird of Kaiona)
- Diretto da: Bryan Spicer
- Scritto da: Rob Hanning e Sean O'Reilly

### Trama
Alle Hawaii ritorna Catherine, ha bisogno dell'aiuto della Five-0 per cercate e trovare una partita di uranio impoverito che potrebbe portare alla cattura del capo di una cellula terroristica somala che tenta di trovare da mesi. Intanto, Junior durante una corsa con il cane cade in un burrone e ha bisogno di soccorsi. Adam, scosso dalla morte di Jessie, informa McGarrett che vuole lasciare l'incarico.
- Guest star: Mapuana Makia (Dottore Royce), Louis Herthum (Agente della CIA Matt Harlow), Tracey Graves (SFC. Rodriguez), Ma’a Tanuvasa (Sceriffo Marcus Kalawaia), Lehi Falepapalangi (Cacciatore # 1), BJ Penn (Cacciatore # 2) e Dana Lee (Sig. Kimura).
- Ascolti USA: telespettatori 7 480 000[33]
- Ascolti Italia: telespettatori 979 000 – share 5,95%;[32]

## Lady Sophie
- Titolo originale: Ahuwale Ka Nane Huna (The Answer to the Riddle Is Seen)
- Diretto da: Eagle Egilsson
- Scritto da: David Wolkove e Matt Wheeler

### Trama
Alla Five-0 viene consegnato un pacchetto anonimo che contiene una videocassetta che documenta un omicidio avvenuto vent’anni fa. Tani, Grover e Junior capiscono che, a riprendere l'omicidio di nascosto e in diretta, fu l’ex inserviente Arthur Dubbins, un voyeur che lavorava proprio nel motel in cui avvenne l'omicidio. Grazie all’aiuto della moglie di Dubbins, la task force troverà l’assassino. Steve e Danny insieme a Harry Langford devono trovare Lady Sophie, giovane Reale inglese, che scappa dalla sua guardia del corpo in cerca di avventure sull’isola. Seguendo due ragazze appena conosciute a una festa, finisce per mettersi nei guai. Steve e Harry arrivano in tempo per evitare il peggio. Torna a casa sana e salva. 
- Guest star: Alana Boden (Lady Sophie) Kate Beahan (Lady Helen), Saul Rollason (Lord Mortimer), Scott Speiser (James Hollis), Adam Burnett (Dean), Camille Claire Hendricks (Bionda # 1), Adam Scott Miller (Travis), Darren Richardson (Paparazzi), Mariko Van Kampen (Alice Dubbins), Arienne Mandi (Carlotta), Ryan Okinaka (Autista), LeGrand Lawrence (Manager), Taniya Sifton (somigliante a Sophie), Susan Berk (Anne Hoff), DB Warren (Nick Hoff) e Kaipu Seales (Amico).
- Ascolti USA: telespettatori 7 520 000[34]
- Ascolti Italia: telespettatori 1 158 000 – share 5,93%;[35]

## Missione speciale
- Titolo originale: Kopi Wale No I Ka I'a A 'Eu No Ka Ilo (Though the Fish is Well Salted, the Maggots Crawl)
- Diretto da: Ruba Nadda
- Scritto da: Rob Hanning e Rachael Paradis

### Trama
Ben Pollard, paziente dell’ospedale psichiatrico di Kanehoe, viene rinvenuto morto in un dirupo. La Five-0 invia Jerry, sotto copertura all’ospedale, che scopre che fra i pazienti si nasconde un criminale ricercato perché fuggito dall’FBI, nonché assassino di Ben Pollard. Intanto, il sergente Lukela commette un crimine stordendo un agente e rubando delle prove dal magazzino della polizia. La Five-0 indaga sul caso e scopre che Duke è al servizio di un gruppo di criminale a causa del rapimento di sua nipote Akela. 
- Guest star: Shi Ne Nielson (Carrie Nakahara), Cidni Romias (Akela Nakahara), Kanani Dias (Becky), Tongayi Chirisa (Don), Kendall Prochnow (sergente Frank Bellina), Devin Ratray (Harris Stubman), Michael Hake (Chris Kosaki / Dylan Shu), Joanna Sotomura (Mila), Konoa Goo (Ciad), David Kaufman (Trent Sanders), Spike Jones Stedman (Kid), Reno David (Signor Kalani), Kamakani De Dely (Capo rapitore) e Wesley Cortez (Mark Tuilau).
- Ascolti USA: telespettatori 7 790 000[36]
- Ascolti Italia: telespettatori 1 102 000 – share 6,09%;[35]

## Genitori e figli
- Titolo originale: Ka Hana A Ka Makua, O Ka Hana No Ia A Keiki (What Parents Will Do, Children Will Do)
- Diretto da: Jim Jost
- Scritto da: Peter M. Lenkov e Matt Wheeler

### Trama
Tommy Boyle, ex boss mafioso, viene ucciso e Cammy Lin è la testimone del delitto visto che era in casa, per aiutare la madre in una seduta di agopuntura, quando avviene l'omicidio. Cammy scappa con la madre Mei che a causa di una gamba rotta non riesce a proseguire e viene uccisa. La Five-0 indaga sulle morti sapendo che i federali stavano già indagando su Conor Boyle, il figlio di Tommy nonché erede dell'impero criminale del padre. Conor diventa il sospettato per la Five-0 reputando come movente motivi economici. Nel frattempo, McGarrett porta il suo cane Eddie dal veterinario e mette Danny alle prese con il Kung-fu.
- Guest star: Cindy Chu (Cammy Lin), Karen Huie (Mei Lin), Bryce McBratnie (Conor Boyle), Randy Thompson (Tommy Boyle), James Hong (Jin Leung), Will Sasso (Dottore Shaw), Dann Seki (Dottor Wai), Bob Smith (George) e Sam Bass (guardia del corpo)
- Ascolti USA: telespettatori 7 040 000[37]
- Ascolti Italia: telespettatori 1 309 000 – share 6,54%;[38]

## Missione segreta
- Titolo originale: Ka Lala Kaukonakona Haki 'Ole I Ka Pa A Ka Makani Kona (The Tough Branch That Does Not Break in the Kona Gale)
- Diretto da: Krishna Rao
- Scritto da: Alex O'Loughlin e Zoe Robyn

### Trama
Mentre fanno una grigliata a casa di McGarrett, Junior sparisce misteriosamente. Tramite una telefonata, Junior avverte McGarrett che è stato richiamato dai SEAL per una missione segreta in Nigeria. Anche McGarrett si unisce alla missione che consiste nel salvare un ex ufficiale dei Navy SEAL preso in ostaggio. Il resto della Five-0 lavora su una scena del crimine dove viene rinvenuta una collezione d'arte saccheggiata dai nazisti nella seconda guerra mondiale. Lou, spinto da Hirsch, si mette al lavoro sul caso. 
- Guest star: Terry O'Quinn (Joe White), Willie Garson (Gerard Hirsch), Stephen Paul Kaplan (Mike), James Beck (Ethan), Brad Kalilmoku (Manti), Tatum Shank (Kurt Wagner), Kelly Yazdi (Olivia), Karim Ndiaye (Capo), Ma'a Tanuvasa (Sheriff Marcus Kalawaia).
- Ascolti USA: telespettatori 7 090 000[39]
- Ascolti Italia: telespettatori 1 251 000 – share 6,77%;[38]

## Atto ostile
- Titolo originale: Waiho Wale Kahiko (Ancients Exposed)
- Diretto da: Bryan Spicer
- Scritto da: Peter M. Lenkov e Eric Guggenheim

### Trama
Un sottomarino nucleare russo si trova al largo della costa. Questo comporta che sull'isola si rifugia un ufficiale colpevole di ammutinamento e omicidio. Sembra che l'uomo abbia intenzione di saldare un vecchio conto personale. La sua vendetta farà scoprire qualcosa di preoccupante per la Five-0.
- Guest star: Shawn Mokuahi Garnett (Flippa), Kekoa Kekumano (Nahele), Costas Mandylor (Vasili Shirokov), David Meunier (Nikolai Malkin), Dennis Keiffer (Yuri Petrov), Joe Toro (Agente incaricato), Andrea Elizabeth Sikkink (Monica Shore), Stanislav Abdullin (Sommergibilista), Rebecca Teresia (Giovane Donna), M. Jenna Rose (Figlia adolescente di Monica).
- Ascolti USA: telespettatori 6 620 000[40]
- Ascolti Italia: telespettatori 1 293 000 – share 5,86%;[41]